# Stara Wieś (gromada w powiecie hrubieszowskim)
Stara Wieś – dawna gromada, czyli najmniejsza jednostka podziału terytorialnego Polskiej Rzeczypospolitej Ludowej w latach 1954–1972.
Gromady, z gromadzkimi radami narodowymi (GRN) jako organami władzy najniższego stopnia na wsi, funkcjonowały od reformy reorganizującej administrację wiejską przeprowadzonej jesienią 1954 do momentu ich zniesienia z dniem 1 stycznia 1973, tym samym wypierając organizację gminną w latach 1954–1972.
Gromadę Stara Wieś z siedzibą GRN w Starej Wsi utworzono 1 stycznia 1962 w powiecie hrubieszowskim w woj. lubelskim. W skład jednostki (według paragrafu 7 cytowanej uchwały) weszły:
- wsie Wiszniów, Dąbrowa, Radostów i Stara Wieś[5] ze znoszonej gromady Wiszniów
- wsie Mołożów, Nabroż i Tuczapy[6] ze znoszonej gromady Mołożów
- kolonia Mołożów ze znoszonej gromady Miętkie – w tymże powiecie[7].

Gromada przetrwała do końca 1972 roku, czyli do kolejnej reformy gminnej.